# سیارک ۱۱۴۴۶
سیارک ۱۱۴۴۶ (به انگلیسی: 11446 Betankur، نامگذاری:1978TO8) یازده هزار و چهارصد و چهل و ششمین سیارک کشف شده‌است که در ۹ اکتبر ۱۹۷۸ کشف شد.
قدر مطلق سیارک برابر ۳۳.۸ است.